# Samtgemeinde Bederkesa
Bederkesa er en Samtgemeinde (fælleskommune eller amt) i Landkreis Cuxhaven i den tyske delstat Niedersachsen. Administrationen ligger i byen Bad Bederkesa.
Samtgemeinde Bederkesa består af kommunerne:
- Bad Bederkesa
- Drangstedt
- Elmlohe
- Flögeln
- Köhlen
- Kührstedt
- Lintig
- Ringstedt